# Syncephalis nodosa
Syncephalis nodosa Tiegh. – gatunek grzybów z rzędu zwierzomorkowców (Zoopagales). Grzyb mikroskopijny.

## Systematyka i nazewnictwo
Pozycja w klasyfikacji według Index Fungorum:
Syncephalis, Piptocephalidaceae, Zoopagales, Incertae sedis, Zoopagomycetes, Zoopagomycotina, Zoopagomycota, Fungi.
Po raz pierwszy opisał go w 1875 r. Philippe Édouard Léon Van Tieghem na odchodach. Synonimy:
- Calvocephalis nodosa (Tiegh.) Bainier 1882
- Vantieghemia nodosa (Tiegh.) Kuntze 1891[2].

## Występowanie i siedlisko
Grzyb koprofilny i nagrzybny. W Polsce podano kilka jego stanowisk na niezidentyfikowanej grzybni na ziemi.